# انستو
انستو (انگلیسی: Ensto) شرکت الکترونیک فنلاندی است، که در سال ۱۹۵۸ تأسیس شد.

## نمایندگی در ایران
شرکت کوشان فراز سپهر از سال ۱۳۹۶ به‌عنوان نماینده رسمی شرکت انستو فنلاند در ایران فعالیت می‌کند و در زمینه تأمین سرکابل‌ها و مفصل‌های کلدشرینک (سرد) فشار متوسط برای شبکه‌های توزیع برق همکاری دارد.